# Festa della Madonna del Monte
La festa della Madonna del Monte è una tradizionale festa religiosa che si svolge a Marta, in provincia di Viterbo, ogni 14 maggio.

## Storia
La festa ha origini molto antiche: probabilmente deriva dagli antichi riti pagani che celebravano il risveglio della natura dopo la lunga sosta dei mesi invernali. Dai documenti sappiamo che la festa si celebrava già prima del 1555. C'erano il capitano della festa, l'offerta dei ceri, la processione a cui partecipavano lo categorie dei Soldati, dei Bifolchi e dei Casenghi, inoltre venivano assegnati dei Palii ai vincitori delle gare della lotta e della corsa. Per rallegrare la festa era sempre presente la musica dei “pifferi” e del tamburo.

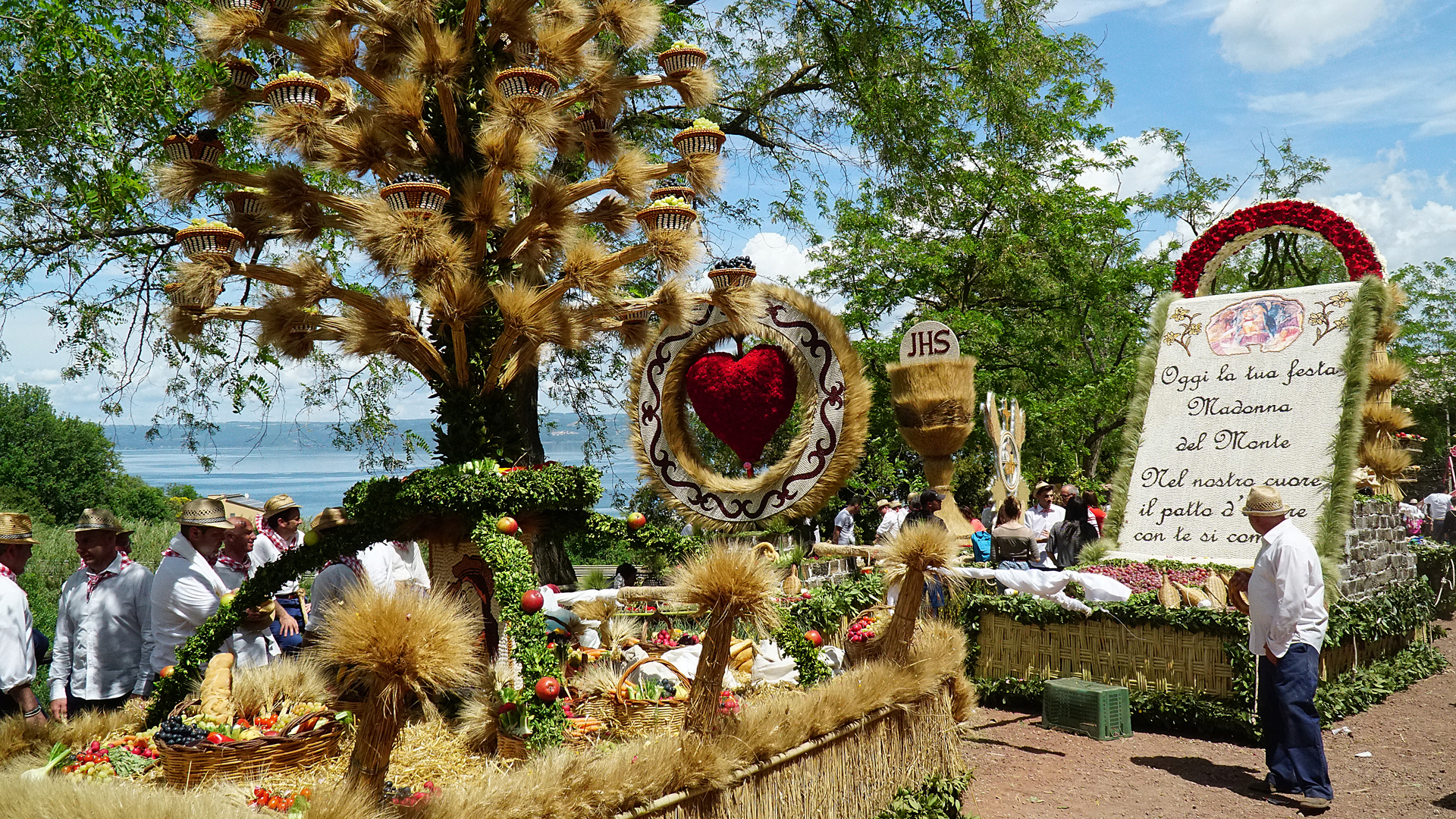
Carro dei Villani

Nel tempo la festa e il corteo si arricchirono con l'introduzione della categoria dei Pescatori (1608), con le corse di cavalli barberi e di barche. Al termine della Festa al Clero, al Magistrato, a tutti i componenti delle Categorie e ai suonatori veniva offerto un banchetto.
Nel 1703 dopo il voto fatto dalla Comunità di Marta a seguito di un devastante terremoto, nacque una controversia tra il cardinal Marcantonio Barbarigo, vescovo di Montefiascone, e i frati minimi che tenevano il Santuario della Madonna del Monte perché il cardinale, durante una visita pastorale, ordinò la rimozione di un grande banco dei Magistrati della Comunità che stava vicino all'altare. La disputa si accese fra le due parti ed ebbe il momento culminante con la successiva distruzione del banco a colpi d'accetta, per ordine del vescovo. Ma allargandosi la contesa a tutto l'ordine dei Minimi, i frati ebbero riconosciuta la loro ragione con l'annullamento della sentenza presa dal Vescovo.
Quell'anno per reazione, tutte le categorie, invece di partecipare silenziosamente alla celebrazione della messa offrendo i doni, effettuarono tre volte il giro della chiesa con gli attrezzi del proprio lavoro e le offerte per la Madonna, suonando il tamburo e facendo grandi schiamazzi. Iniziarono così nel 1704 le Passate, che avvengono ancora oggi.

## Svolgimento
La festa inizia con il saluto all'alba del 14 maggio. Il rullo dei tamburi, gli spari dei mortaretti e i cori dei mietitori richiamano alla prima messa tutti coloro che parteciperanno al corteo.
Alle 9, al suono delle campane dà il segnale di partenza della sfilata che, attraversando le vie del paese, sale al Santuario per offrire alla Madonna i frutti della terra e del lago.
La sfilata inizia con le quattro categorie precedute ognuna dal Palio: i Casenghi a cavallo sono seguiti dai Bifolchi e dai Villani, che recano gli attrezzi del lavoro dei campi e carri più o meno grandi, chiamati “fontane”; infine i Pescatori (ammessi nel corteo nel 1608) che portano barche, reti e lenze con pesci appesi, Segue la banda musicale, i ceri, il clero, le autorità religiose e civili con il popolo che chiude la sfilata cantando inni a Maria.
Il Corteo è scosso continuamente dal grido tradizionale: “Evviva Maria, Sia lodato il Santissimo Sacramento, Evviva la Madonna Santissima del Monte, Evviva Gesù e Maria”.
Sui carri vengono trasportate anche le caratteristiche ciambelle che verranno poi distribuite al termine delle Passate a tutti coloro che effettuano i giri rituali.
Ai piede della salita che conduce al Santuario, davanti ad un'edicola della “Madonnella”, il Clero sosta e intona, con i presenti, il canto dell'Ave Maris Stella.
Arrivati alla chiesa della Madonna del Monte tutti assistono alla Messa cantata, alla fine della quale, Casenghi, Bifolchi, Villani e Pescatori effettuano le tradizionali “Passate” all'interno della chiesa. Inneggiando a Maria, a Gesù e al Santissimo Sacramento, effettuano tre giri preceduti sempre dal tamburo, dai ceri dei Casenghi e dei Villani, dai Sementarelli, che spargono fiori di ginestra, e dai palii.
I mietitori dopo il terzo giro, davanti alla chiesa, battono il grano con il curiato, facendo rivivere un antico gesto del loro lavoro.

## Categorie
Il signore dei Casenghi  è in testa al corteo, porta il Palio della Categoria che è di velluto azzurro con ricamato il monogramma di Maria.
Seguono i Bifolchi con buoi e aratro. Il Palio è di colore rosso, con rappresentato il monogramma di Maria e la scena dell'aratura con l'antico aratro a chiodo.
I Villani sono la terza categoria, la più numerosa, articolata in vari sottogruppi: Sementarelli, Vanghe, Mietitori, Falciatori e Fontane.
I Sementarelli portano a tracolla una bisaccia, la vèrtela, di tela di canapa: da questa traggono fiori di ginestra, spargendoli intorno. Per simulare il gesto della semina.
La sfilata del gruppo dei Villani si chiude con le Fontane che rappresentano scene di vita e di lavoro della campagna. Di varie dimensioni, alcune sono montate su grandi carri, altre portate su barelle dai ragazzi. Nelle Fontane, riccamente guarnite con scarcione (pianta acquatica), spighe di grano, fiori, frutti e ortaggi di tutte le stagioni, non manca mai l'altarino dedicato alla Madonna.
La quarta categoria è quella dei Pescatori, con basco, pantaloni blu e camicia bianca. Alcuni indossano stivali di gomma altri sono scalzi. Come omaggio portano i migliori pesci attaccati alla lenza o barche rivestite di scarcione e addobbate con reti e pesci del lago di grandi dimensioni.